# Krater Bołtysz
Krater Bołtysz – krater uderzeniowy znajdujący się na Ukrainie w obwodzie kirowohradzkim, o średnicy około 24 km. W 2002 roku jego wiek został oszacowany na 65,17 ± 0,64 mln lat przy pomocy datowania metodą argonowo-argonową, co oznacza, że Krater Bołtysz powstał w przybliżeniu w tym samym okresie, co kratery Silverpit oraz Chicxulub. Analizy palinologiczne oraz δ13C osadów wypełniających krater sugerują, że jest starszy od Chicxulub o co najmniej 2–5 tys. lat W historii geologicznej Ziemi uderzenie bolidu, które doprowadziło do powstania tej formacji odpowiada okresowi wymierania kredowego. Na Ziemi znajduje się szereg innych kraterów datowanych na ten sam okres. Ponieważ Bołtysz i Chicxulub nie powstały w tym samym czasie prawdopodobieństwo, że wywołały je fragmenty tego samego bolidu jest znikome.

## Morfologia
Krater Bołtysz znajduje się w centralnej części Ukrainy w dorzeczu rzeki Tiasmin, prawego dopływu Dniepru. Średnica krateru wynosi 24 km. Jest on otoczony pierścieniem o powierzchni ok. 6500 km² pokrytym brekcją wyrzuconą podczas kolizji. Oszacowano, że zaraz po zderzeniu wyrzucone skały pokrywały powierzchnię 25 000 km² warstwą o grubości 1 m lub większej. Na krawędzi krateru grubość warstwy materiału skalnego sięgała 600 m.
Krater składa się z centralnego wzniesienia o średnicy 6 km sięgającego 550 m powyżej poziomu niecki krateru. Wzniesienie to tworzy 500 m osadów, które całkowicie przesłaniają krater, uniemożliwiając jego obserwację na powierzchni. Krater został odkryty w latach 60. XX wieku podczas poszukiwania ropy naftowej.

## Wiek
Krótko po odkryciu krateru, jego wiek można było ocenić tylko w oparciu o wiek pokrywających go osadów. Skały, w które uderzył bolid pochodziły z cenomanu (od 99,6 ± 0,9 do 93,5 ± 0,8 mln lat) i turonu (od 93,5 ± 0,8 do 89,3 ± 1,0 mln lat), natomiast próbki odwiertów z osadów wypełniających nieckę pochodziły z paleocenu (od 65,5 ± 0,3 do 55,8 ± 0,2 mln lat). W ten sposób wiek krateru udało się określić w zakresie od 55,8 do 99,6 miliona lat.
Niepewność udało się zredukować dzięki datowaniu izotopowemu. Najpierw zmierzono zawartość izotopu uranu 238 w szkliwie powstałym na skutek stopienia skał podczas kolizji, co pozwoliło na uściślenie wieku do 65,04 ± 1,10. Dalsze badania z wykorzystaniem datowania metodą argonowo-argonową umożliwiły na zredukowanie błędu, dając wynik 65,17 ± 0,64, który pokrywa się z wiekiem Krateru Chicxulub. Błąd badawczy przy datowaniu metodą argonowo-argonową jest jednak zbyt duży, by ustalić, czy te dwa kratery powstały w tym samym czasie, a jeżeli nie – który powstał jako pierwszy. Analizy palinologiczne oraz δ13C osadów wypełniających krater sugerują, że Bołtysz powstał o co najmniej 2–5 tys. lat wcześniej niż Chicxulub.

## Kolizja z wieloma ciałami
Zbieżność wieku kraterów Bołtysz i Chicxulub nie oznacza, że oba uderzenia miały miejsce równocześnie. W ramach błędów pomiarowych mieści się rozbieżność setek tysięcy lat. Jednak statystyczne prawdopodobieństwo dwóch całkowicie niezależnych kolizji o takiej sile na Ziemi jest w okresie 500 tys. lat bardzo małe.
Odkrycie Krateru Silverpit, którego wiek początkowo oceniono na 65–60 mln lat, znacznie zwiększyło prawdopodobieństwo hipotezy, że bezpośrednio na granicy kredy i paleogenu doszło do kolizji z licznymi obiektami. Późniejsze badania zwiększyły jednak niepewność wyznaczonego wieku krateru w Morzu Północnym do zakresu 45–75 mln lat. Jeszcze inny, również niepotwierdzony krater nazwany Śiwa mógł powstać w zbliżonym, lub nawet tym samym czasie.
W 1994 roku obserwowane było podobne zjawisko, zderzenie fragmentów komety Shoemaker-Levy 9 z Jowiszem. Podczas przelotu w pobliżu planety kometa została rozerwana na liczne fragmenty, poruszające się niezależnie po bliskich orbitach, które podczas kolejnego zbliżenia kolejno zderzały się z gazowym olbrzymem. Zderzenie dużego impaktora z planetą typu ziemskiego nie zostało jak dotąd zaobserwowane.